# Hukumina jezik
Hukumina jezik (ISO 639-3: huw; isto i bambaa), jezik koji se donedavno govorio na sjeverozapadu otoka Buru, Indonezija, u distriktima Hukumina, Palumata i Tomahu.
Pripadao je austronezijskoj porodici, i bio je jedini predstavnik istoimene podskupine koja je bila dio centralnih-istočnih malajsko-polinezijskih jezika. Godine 1989. govorila ga je još svega jedna osoba, a 3. 7. 2009, službeno je označen izumrlim.

## Vanjske poveznice
- Ethnologue (14th)
- Ethnologue (15th)
- The Hukumina Language